# 가지 않는, 모든 것들
"가지 않는, 모든 것들"(In Place)은 한국에서 제작된 윤강로 감독의 2009년 뮤지컬, 드라마, 가족 영화이다. 김선아 등이 주연으로 출연하였고 윤강로 등이 제작에 참여하였다.

## 출연

### 주연
- 김선아
- 박연실
- 정성환
- 양세형
- 이종무

## 기타
- 조명: 전병윤
- 조연출: 박철진
- 음향: 정성환